# Więzadło rzepki
Więzadło rzepki (łac. ligamentum patellae) – w anatomii człowieka jedno z więzadeł stawu kolanowego stanowiące środkową część wspólnego ścięgna mięśnia czworogłowego uda.
Więzadło przyczepia się do przedniej powierzchni rzepki. Biegnie ku dołowi, kończąc się przyczepem do guzowatości piszczeli. Jego długość wynosi około 5–8 cm.
Pomiędzy tylną powierzchnią więzadła a błoną maziową stawu kolanowego znajduje się tkanka tłuszczowa. W dolnej części więzadło od kości piszczelowej oddziela kaletka maziowa podrzepkowa głęboka (bursa intrapatellaris profunda).